# Yann-Erik de Lanlay
Yann-Erik de Lanlay, né le 14 mai 1992 à Stavanger en Norvège, est un footballeur international norvégien qui évolue au poste de milieu offensif au Viking Stavanger.

## Biographie

### Les débuts
Yann-Erik grandit à Stavanger dans le comté de Rogaland, son père est français, tandis que sa mère est norvégienne.
Il a commencé à jouer au football pour Vaulen IL (en) quand il avait cinq ans. Déjà à cette époque, il se démarque avec sa grande technique. Il a été remarqué pour sa capacité à échapper à des situations délicates grâce à sa gestion de balle. À l'âge de 8 ans, il a déjà été remarqué par la presse locale à la suite d'un tournoi en salle.
En 2006, il a été choisi pour l'académie de football de Statoil, où il a joué avec Markus Henriksen, Ruben Gabrielsen et Christian Landu Landu (en). Il est ensuite recruté durant l'été 2007 par le Viking Stavanger.

### Viking Stavanger
Yann-Erik a commencé sa carrière avec le Viking FK. Le 10 septembre 2010, il a signé un contrat professionnel avec le club et officiellement fait ses débuts en équipe première le 17 octobre 2010, en remplacement de Trond Erik Bertelsen lors d'une défaite 2-1 contre Odd Grenland. Le 31 juillet 2011, il marque son premier but en première division norvégienne dans la victoire de 2-0 contre Fredrikstad.
En octobre 2013, Yann-Erik a signé un nouveau contrat avec Viking, le liant au club à la fin de la saison 2016.

### Rosenborg
Le 17 juillet 2015, le Rosenborg BK annonce avoir recruté Yann-Erik De Lanlay. Le jeune norvégien signe un contrat qui le lie au club pour quatre ans.
Il joue son premier match sous ses nouvelles couleurs le 30 juillet 2015 contre le Debreceni VSC, à l'occasion d'une rencontre qualificative pour la Ligue Europa 2015-2016. Il entre en jeu et son équipe l'emporte par trois buts à deux.

### Retour au Viking Stavanger
En janvier 2020, Yann-Erik de Lanlay retourne au Viking Stavanger, signant un contrat de quatre ans. Le transfert est annoncé le 23 décembre 2019.

### Équipe nationale
Le 7 mai 2013, Yann-Erik a été inclus dans la liste provisoire délivrée par l'entraîneur Tor Ole Skullerud (en) en vue du Championnat d'Europe de football espoirs 2013. Le 22 mai, son nom est apparu parmi les 23 joueurs choisis pour l'événement. La sélection norvégienne a passé la phase de groupes avant d'être éliminée par l'Espagne espoirs en demi-finale. En vertu du règlement, la Norvège a obtenu la médaille de bronze à égalité avec les Pays-Bas espoirs, l'autre demi-finaliste battu.
Yann-Erik de Lanlay est convoqué pour la première fois par le sélectionneur national Egil Olsen pour un match amical face à l'Afrique du Sud le 8 janvier 2013. Il entre à la 46e minute à la place d'Erik Huseklepp (victoire 1-0). Le 15 janvier 2014, il marque son premier but en équipe de Norvège lors d'un match amical face à la Moldavie (victoire 2-1).
Il compte 4 sélections et 1 but avec l'équipe de Norvège depuis ses débuts en 2013.
En avril 2016, il fait partie d'une liste de 58 joueurs sélectionnables en équipe de Bretagne, dévoilée par Raymond Domenech qui en est le nouveau sélectionneur.

## Statistiques
| Saison                | Club                  | Championnat           | Championnat | Championnat | Coupe(s) nationale(s) | Coupe(s) nationale(s) | Compétition(s) continentale(s) | Compétition(s) continentale(s) | Compétition(s) continentale(s) | Norvège | Norvège | Total | Total |
| Saison                | Club                  | Division              | M.          | B.          | M.                    | B.                    | Comp.                          | M.                             | B.                             | M.      | B.      | M.    | B.    |
| 2010                  | Viking Stavanger      | Tippeligaen           | 2           | 0           | -                     | -                     | -                              | -                              | -                              | -       | -       | 2     | 0     |
| 2011                  | Viking Stavanger      | Tippeligaen           | 30          | 3           | 4                     | 0                     | -                              | -                              | -                              | -       | -       | 34    | 3     |
| 2012                  | Viking Stavanger      | Tippeligaen           | 30          | 3           | 3                     | 1                     | -                              | -                              | -                              | -       | -       | 33    | 4     |
| 2013                  | Viking Stavanger      | Tippeligaen           | 23          | 2           | 2                     | 0                     | -                              | -                              | -                              | 2       | 0       | 27    | 2     |
| 2014                  | Viking Stavanger      | Tippeligaen           | -           | -           | -                     | -                     | -                              | -                              | -                              | 2       | 1       | 2     | 1     |
| Total sur la carrière | Total sur la carrière | Total sur la carrière | 85          | 8           | 9                     | 2                     | -                              | 0                              | 0                              | 4       | 1       | 98    | 11    |

### Buts en sélection
Le tableau suivant liste tous les buts inscrits par Yann-Erik de Lanlay avec l'équipe de Norvège.

## Palmarès
- Championnat de Norvège : 2015 et 2016